# Hoikkasaari (ö i Norra Österbotten, Koillismaa, lat 66,13, long 29,68)
Hoikkasaari är en ö i Finland. Den ligger i sjön Kuntijärvi och i kommunen Kuusamo i den ekonomiska regionen  Koillismaa ekonomiska region  och landskapet Norra Österbotten, i den nordöstra delen av landet, 700 km norr om huvudstaden Helsingfors. Öns area är 0,2 hektar och dess största längd är 90 meter i öst-västlig riktning.